# Hagit Dasberg

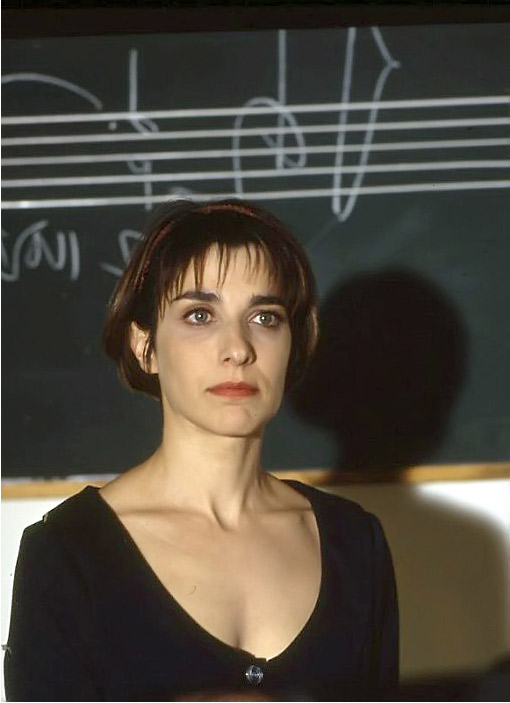
Hagit Dasberg

Hagit Dasberg (hebräisch חגית דסברג; * 8. Mai 1961) ist eine israelische Theater- und Filmschauspielerin.

## Leben
Dasberg besuchte die Schauspielschule „Beit Zvi“ in Ramat Gan. Seit 1986 ist sie als Film- und Fernsehschauspielerin zu sehen sowie am Theater. 1993 gewann sie den israelischen Filmpreis Ophir Award für ihre Hauptrolle der „Miki Stav“ in dem Film „Schlußkonzert“. In Steven Spielbergs München spielte sie eine Kleinstrolle als Israelin. Im Geschichtsfilm The Hope: The Rebirth of Israel spielte sie Golda Meir. In Das Testament von 2017 war sie als „Rina“ zu sehen.

## Filmografie (Auswahl)
- 1993: Schlußkonzert (Golem Ba'Maagal)
- 2005: München (Munich)
- 2013: Die Geiseln (Bnei Aruba, Fernsehserie, 4 Folgen)
- 2015: The Hope: The Rebirth of Israel
- 2017: Das Testament (Ha Edut)
- 2020: Palmach (Fernsehserie, 7 Folgen)